# 饒維岳
饒維岳（1903年1月13日—1964年），日本名宮崎峰明，是台灣法官、律師，新竹州竹南郡頭分庄出身，日治時代至戰後初期在日本內地和台灣擔任法官。正六位。

## 略歷
名古屋第八高等學校、京都帝國大學法科畢業。1929年12月，文官高等試驗司法科合格，1930年7月，任東京地方裁判所司法官試補。1932年12月，由東京地方裁判所兼東京區裁判所預備判事（法官）轉任台北地方法院合議部判官。1935年12月，任台中地方法院判官兼單獨部判官。
1945年中華民國接收臺灣後，饒維岳任台中地方法院院長，任內人民向監察院陳情指控饒違法判決，及遭《民報》批評臺中地院大部分職員皆為饒維岳親戚，妻舅之子1人、妻舅之女婿1人、妻舅之弟1人妻舅之外孫1人，其他遠親近戚等二十餘人，佔全法院職員50人之半數以上，但《二二八事件責任歸屬研究報告》將饒維岳牽親引戚之事列為「大陸人士」的弊端:23:86-87。
1947年，發生二二八事件，同年3月，遭國府軍逮捕，列為台中地區「三二」事件重要人犯，羈押約7個月，並遭刑求。後經台灣高等法院判決無罪，之後轉任律師，並曾任臺灣區硫磺礦業同業公會候補理事、臺灣鑛業公司董事長:372。